# Lago Heidsee
O Lago Heidsee É um lago localizado junto à aldeia de Lenzerheide no território do município de Vaz/Obervaz, cantão de Grisons na Suíça. 
Está situado a 1484  m de altitude. Este lago é constituído por uma parcela maior, ao norte e ao sul uma menor, sendo estas separadas por um caminho estreito.